# Stora Silpinge
Stora Silpinge este o arie protejată (arie specială de conservare — SAC, sit de importanță comunitară — SCI) din Suedia întinsă pe o suprafață de 0,33 ha, integral pe uscat.

## Localizare
Centrul sitului Stora Silpinge este situat la coordonatele 56°16′29″N 15°10′51″E / 56.2746°N 15.1808°E.

## Înființare
Situl Stora Silpinge a fost declarat sit de importanță comunitară în aprilie 2004 pentru a proteja un număr necunoscut de specii din flora spontană și fauna sălbatică aflate în arealul zonei. Situl a fost protejat și ca arie specială de conservare în martie 2011.

## Biodiversitate
Situată în ecoregiunea boreală, aria protejată conține 1 habitat natural: Fânețe de joasă altitudine (Alopecurus pratensis, Sanguisorba officinalis).
La baza desemnării sitului se află un număr nedeclarat de specii protejate.